# Ecnomiohyla salvaje
Ecnomiohyla salvaje е вид земноводно от семейство Дървесници (Hylidae). Видът е критично застрашен от изчезване.

## Разпространение
Разпространен е в Гватемала и Хондурас.